# باولو مازا
باولو مازا (بالإسبانية: Pablo Mazza)‏ (21 يونيو 1989 ببيريغامنيو في الأرجنتين - ) هو لاعب كرة قدم أرجنتيني في مركز الهجوم. لعب مع ريفر بليت ونادي أستيراس تريبوليس وClub Atlético Douglas Haig ‏ ويوبنتود دي برغامينو.

## وصلات خارجية
- باولو مازا على موقع قاعدة بيانات كرة القدم.إي يو (الإنجليزية)
- باولو مازا على موقع Soccerway.com (الإنجليزية)